# Marjorie Strider
Marjorie Virginia Strider (née le 26 janvier 1931 à Guthrie, Oklahoma et décédée le 27 août 2014 à Saugerties, New York) est une peintre, sculptrice et performeuse américaine connue pour ses tableaux en trois dimensions et pour son espace d'installations dédié à la soft-sculpture.

## Biographie
Strider nait en 1931 à Guthrie, et étudie l'art au Kansas City Art Institute avant de déménager à New York au début des années 1960. Ses peintures en trois dimensions de filles sur la plage aux courbes "construites" sont les vedettes de la Galerie Pace lors de l'International Girlie Show de 1964, aux côtés d'autres "pin-up" d'inspiration Pop art, réalisées par Rosalyn Drexler, Roy Lichtenstein, Andy Warhol, et Tom Wesselman. Son pornographique et comique Femme avec un radis est devenue l'image de la bannière pour le spectacle, l'une des premières expositions à succès de la nouvelle galerie. Le trait gras de son travail de l'époque visait à subvertir les images sexistes des femmes dans la culture populaire en transformant en objet les corps des femmes pour leur donner des formes menaçantes. Strider expose deux fois en solo à la Galerie Pace en 1965 et 1966, où elle continue d'exposer ses peintures volumineuses de femmes en bikini ainsi que d'autres, en 3D toujours, représentant des légumes, des fruits, des fleurs, des nuages et d'autres phénomènes naturels.
Strider est une représentante principale de l'avant-garde des années 1960. Elle participe aux Happenings organisés par Allan Kaprow, Claes Oldenburg entre autres. En 1969, elle organise avec Hannah Weiner et John Perreault le premier "Street Work", un événement informel autour de l'art public. Une vingtaine d'artistes y participent, dont Vito Acconci, Gregory Battcock et Arakawa. Pour cette manifestation artistique, Marjorie Strider réalise trente cadres à photo vides qu'elle suspend dans des endroits choisis au hasard dans le quartier de Midtown (Manhattan), pour que les piétons voient différemment leur environnement. Elle se marie avec Michael Kirby, un artiste et écrivain contemporain.
À cette période, Marjorie Strider réalise des moulages en chocolat de la poitrine de Patty Oldenburg pour l'anniversaire de Claes Oldenburg (une version en plâtre est achetée par Sol LeWitt). L'artiste se dirige vers la soft-sculpture dans les années 1970. Elle fait des installations de mousse polyuréthane qui tombe de fenêtres (Building Work 1976, PS1) ou qui coule en bas d'un escalier en colimaçon (Blue Sky 1976, MoMA PS1). Par moments son renégat se constitue d'objets dits domestiques (balais, provisions, théières), alors que d'autres restent totalement amorphes. Ces œuvres, dans le style et l'intention, ressemblent aux peintures sur sol et aux soft sculptures de Lynda Benglis de la même époque.
De 1982 à 1985, une rétrospective de son travail fait la tournée des musées et des universités américains. On peut noter par exemple le SculptureCenter (New York), le Gibbes Museum of Art (Charleston, Caroline du Sud), le Joslyn Art Museum (Omaha, Nebraska), le Museum of Art, (University of Arizona, Tucson), et le McNay Art Museum (San Antonio, Texas). Dans les années 1990, elle commence à faire de la peinture avec des surfaces tactiles qui étaient plus considérées comme expressionnistes abstrait que pop art. En 2009, elle revisite son thème original girlie, en peignant de nouveaux tableaux qu'elle expose au Pont Gallery, New York.
Marjorie Strider meurt à son domicile, à Saugerties, New York, le 27 août 2014.

## Collections publiques
- Albright-Knox Art Gallery, Buffalo, New York
- Aldrich Musée D'Art Contemporain, Ridgefield, Connecticut
- Boca Raton Museum of Art, Boca Raton, Floride
- CUNY Graduate Center, New York
- L'université du Colorado, Boulder, Colorado
- Danforth, Musée d'Art, Framingham, Massachusetts
- Des Moines Art Center, Des Moines, Iowa
- First National Bank, Seattle, Washington
- The Solomon R. Guggenheim Museum, New York
- Hirshhorn Museum and Sculpture Garden, Washington, DC
- Musée d'Art d'Indianapolis, Indianapolis, Indiana
- McNay Art Museum, San Antonio, Texas
- L'Université de New York, New York
- Musée De Newark, Newark, New Jersey
- New Mexico Museum of Art, Santa Fe, Nouveau-Mexique
- Storm King Art Center, Mountainville, New York
- Université Temple, Philadelphie, Pennsylvanie
- Vero Beach Museum of Art, Vero Beach, Floride
- Wadsworth Atheneum, Hartford, Connecticut

## Expositions sélectionnées
- 2011 : Hollis Taggart Galeries de New York, "Marjorie Strider" [exposition solo] (catalogue)
- 2010 : Université des Arts de Philadelphie, "Seductive Subversion: Women Pop Artists, 1958-1968" [exposition itinérante] (catalogue)
- 1999  Neuberger Museum of Art, SUNY purchase (catalogue)
- 1995 : Andre Zarre Gallery, New York, “Recent Paintings”
- 1988-90 : Finn Square, à New York, “Sunflower Plaza”, installation extérieure
- 1984 : Bernice Steinbaum Gallery, New York, le “Wall Sculpture and Drawings”
- 1982 : Myers Fine Art Gallery, SUNY Plattsburgh, "Marjorie Strider: 10 Years, 1970-1980" [exposition itinérante pendant l'année 1985] (catalogue)
- 1976 : The Clocktower, New York
- 1976 : PS1, New York
- 1974 : Weatherspoon Art Gallery, de l'Université de Caroline du Nord à Greensboro, “Strider: Ses sculptures et dessins 1972-1974" (brochure)
- 1966 : Pace Gallery, New York
- 1965 : Pace Gallery, New York
- 1964 : Pace Gallery, New York, "Première Exposition Internationale Girlie"